# Maricruz Olivier
Maricruz Olivier, nascida Maria de la Cruz Olivier Obergh, (Tehuacán, 19 de novembro de 1935 – Cidade do México, 10 de outubro de 1984) foi uma atriz mexicana. Filha de Mercedes Shirley Obergh, estudou letras, literatura e atuação por dois anos na Academia Andrés Soler. Debutou na película «Esos de Pénjamo», en 1951, e seu debute no teatro foi na obra «Que no es cordero».
Protagonizou mais de cinquenta filmes e telenovelas, entre os mais conhecidos: Teresa, filmado em 1960 , onde ela é a protagonista e atua ao lado de grandes figuras do cinema nacional mexicano e internacional, como Fernando Rey, Andrea Palma, Luis Beristain, Manola Saavedra, e Beatriz Aguirre, e onde ela protagonizou uma manipuladora, ambiciosa e perversa jovem, causando caos com suas maldades entre aqueles em torno dela e que finalmente, não consegue  ser feliz no campo sentimental. "Eu matei um homem", dirigido em 1963, que foi dirigido por Julio Bracho, onde atua ao lado de Fernando Soler, William Murray, Jose Galvez, Andres Soler, Enrique Lizalde, etc. e onde uma mulher carrega sua obsessão para sair da pobreza ao ponto de deixar o próprio marido doente. El Derecho de Nacer, história conhecida que tem sido repetida na televisão, dirigido por Tito Davison e filmado em 1966, onde desempenha o papel de Maricruz "Isabel Cristina". O filme conta a história de uma jovem que enfrenta sua família autoritária, quando se requeria o aborto de seu filho. Atuam neste filme Aurora Bautista, Augusto Benedico, Julio Alemán, Roberto Canedo, Irma Lozano, e Fernando Soler . "Hasta el viento tiene miedo", dirigida em 1967 por Carlos Enrique Taboada, onde ela desempenha o papel de "Lucia", assistente principal. Fita que está catalogada como horror gótico e agora é considerado cult entre os fãs. Atua ao lado de Marga López, Norma Lazareno, Alicia Bonet, e desempenha o papel de uma professora submissa dominada pela autoritária "Bernarda", a diretora.
Foi também grande atriz de telenovelas, incluindo as mais memoráveis Teresa (1959); Dos Caras Tiene El Destino, dirigida pelo Sr. Ernesto Alonso em 1960; Tempestad, dirigida por Raul Araiza em 1967, Yo No Creo en los Hombres, dirigida por Ernesto Alonso em 1967; La Sonrisa Del Diablo (1970); Viviana, por Valentin Pimstein, dirigida por Dimitry Sarrás, que desenvolve papel da Gloria, antagonista de Lucía Méndez, em 1978. Sua última apresentação foi em 1982, na novela Em busca do Paraíso, dirigido por Ernesto Alonso.
Morreu solteira, sem filhos, em outubro de 1984, na Cidade do México, vitima de parada cardíaca causada por câncer de pâncreas, aos 49 anos.

## Filmografia

### Televisão
- En busca del paraíso (1982) … Patricia
- Viviana (1978) … Gloria
- Donde termina el camino (1978)
- Barata de primavera (1975) … Marcela Grey
- Los que ayudan a Dios (1973) … Julia del Valle
- Las gemelas (1972) … Paula / Amelia
- La sonrisa del Diablo (1970) … Deborah
- No creo en los hombres (1969) … María Victoria
- La tormenta (1967) … Lorenza "Loren" Paredes
- Estafa de amor (1967) … Mariana
- La sembradora (1965) … Mercedes
- Las abuelas (1965)
- Juan José (1964)
- El dolor de vivir (1964)
- Traicionera (1963)
- Eugenia (1963) … Eugenia
- Borrasca (1962)
- Prisionera (1962)
- Dos caras tiene el destino (1960) … Marga/Rita
- Teresa (1959) … Teresa

### Cinema
- La niña de los hoyitos (1984)
- Tres mujeres en la hoguera (1979) … Gloria
- Pobre niño rico (1974)
- El deseo en otoño (1972) … Elena
- Trampa para una niña (1971)
- El oficio más antiguo del mundo (1970) … Libertad

- Matrimonio y sexo (1970)
- Claudia y el deseo (1970) … Claudia
- Tres noches de locura (1970) … (segmento "Luisa")
- Ha entrado una mujer (1970)
- Crónica de un cobarde (1970)
- El deseo en otoño (1970)
- Estafa de amor (1970)
- El caballo Bayo (1969)
- Las pecadoras (1968)
- Hasta el viento tiene miedo (1968) … Lucía
- Cómo pescar marido (1967)
- Un dorado de Pancho Villa (1967) … Amalia Espinosa
- Adiós cuñado (1967)
- La muerte es puntual (1967)
- Las amiguitas de los ricos (1967) … Lía
- El derecho de nacer (1966) … Isabel Cristina
- La vida de Pedro Infante (1966) … María Luisa León
- Despedida de soltera (1966) … Teresa
- He matado a un hombre (1964) … Carmen
- Los novios de mis hijas (1964) … Lupe
- Sol en llamas (1962) … Isabel
- Teresa (1961) … Teresa Martínez
- Chicas casaderas (1961) … Marcela
- Los laureles (1961)
- Quinceañera (1960) … María Antonia
- La sombra en defensa de la juventud (1960)
- El joven del carrito (1959)
- Angelitos del trapecio (1959) … Tina
- Tres desgraciados con suerte (1958)
- Los mujeriegos (1958)
- Esposa te doy (1957)
- Cada hijo una cruz (1957) … Amalia
- Pura vida (1956) … Esperanza
- El asesino X (1955)
- Si volvieras a mi (1954) … Eva
- El gran autor (1954)
- Orquídeas para mi esposa (1954)
- La extraña pasajera (1953) (como María de la Cruz) … Carmela
- Esos de Pénjamo (1953) (como María de la Cruz Olivier)